# スコット基地
スコット基地（スコットきち、英:Scott Base）は、ニュージーランドの南極観測基地。南極点からおよそ1300kmのロス島に所在する。基地名はロバート・スコットから命名された。

## 概要

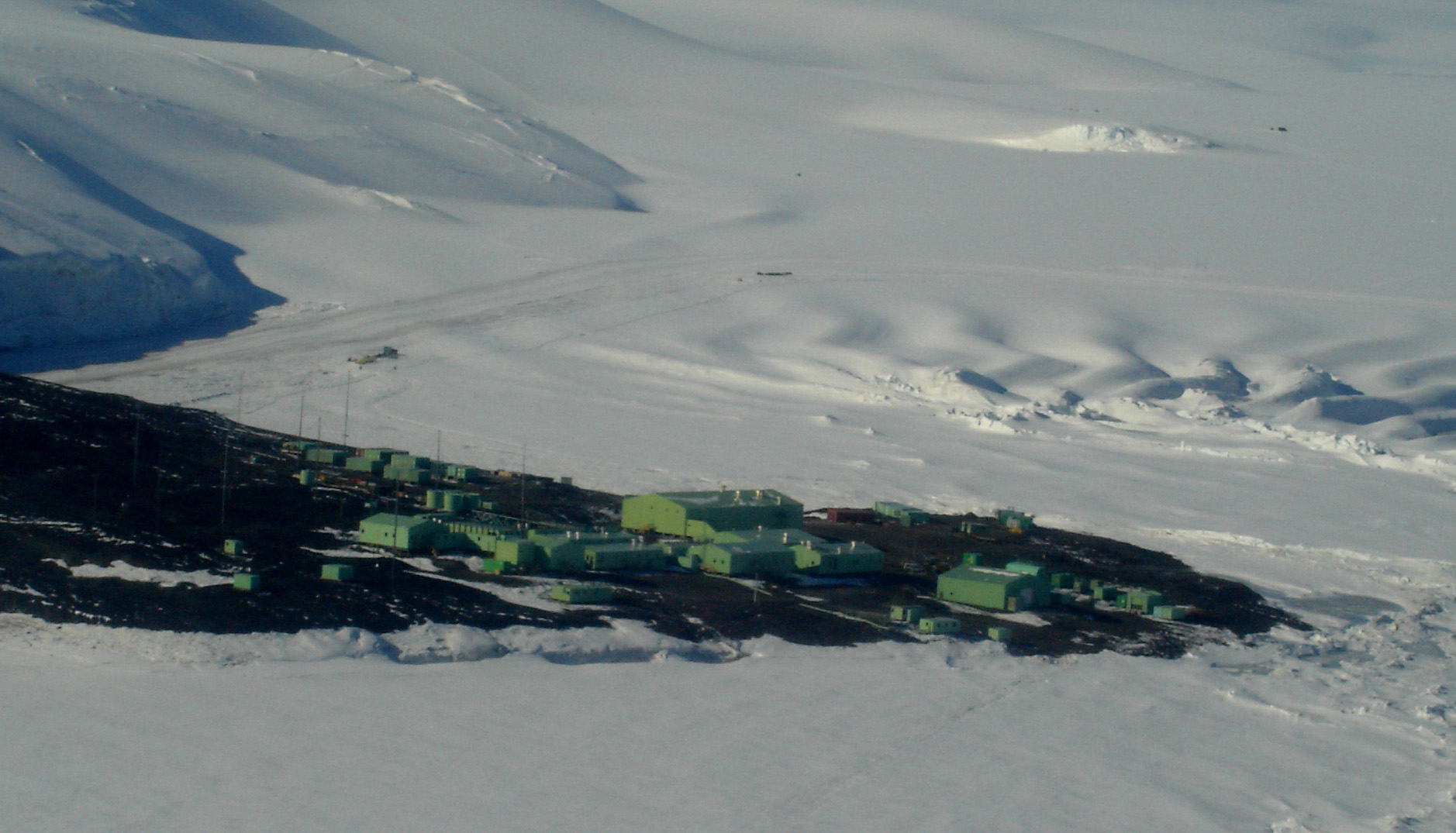
深緑色をしたスコット基地

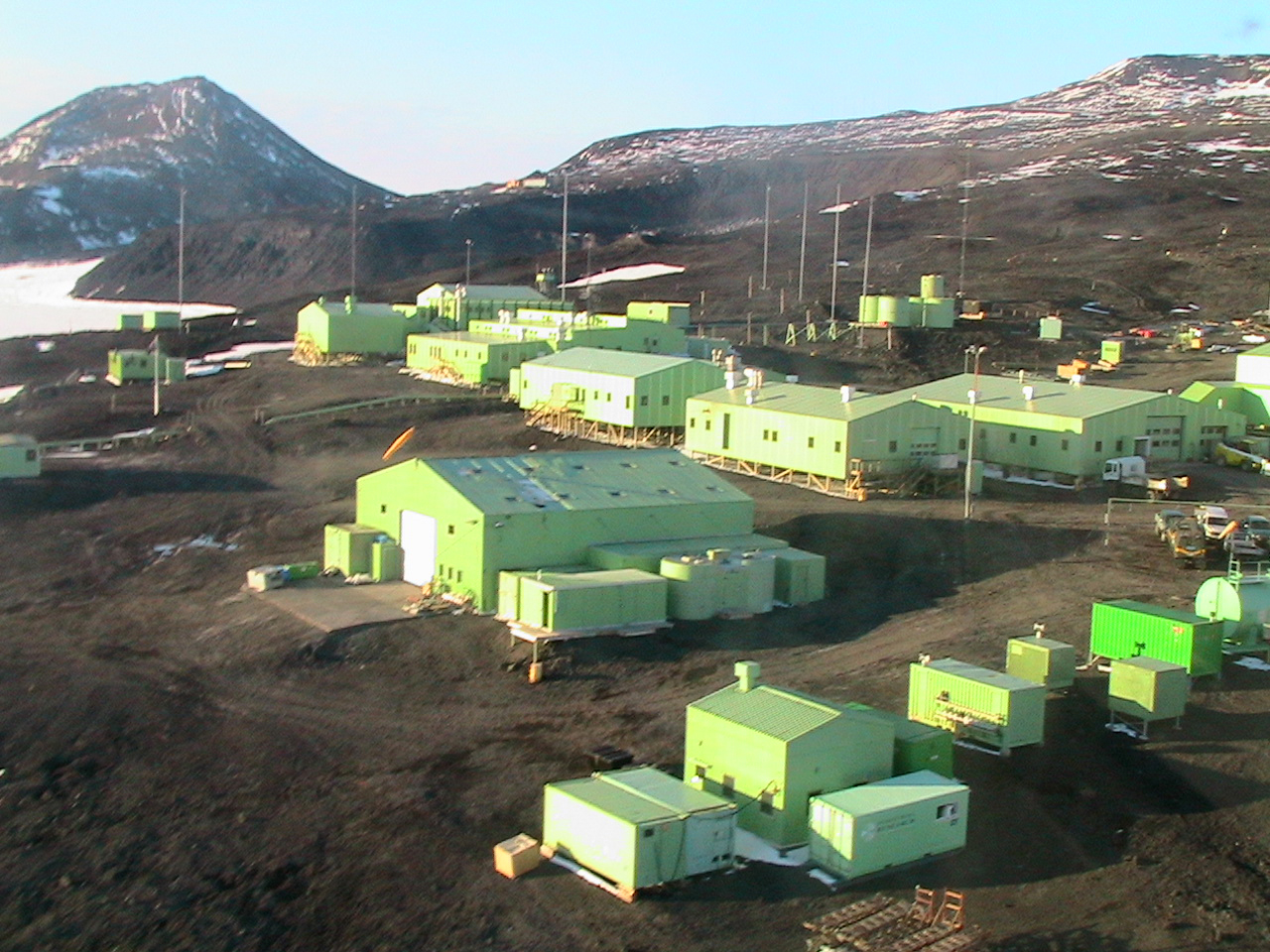
スコット基地

1953年にニュージーランド南極協会がニュージーランド政府に対し基地の建設を提言。1956年から基地建設が開始され1957年1月20日に公式開館した。基地設計はニュージーランド労務開発省のフランク・ポンダー建築士長。
当初は、イギリスが主導する英国連邦横断南極調査（TAE）を支援する目的で設立されたが、1956年から1959年の国際地球観測年プロジェクト（IGY）にも参画。アメリカ合衆国のマクマード基地と共同でヴィクトリアランド、ハレット岬の調査を行った。TAEとIGYプロジェクトは1958年に終了したが、ニュージーランド政府は科学研究調査を目的に基地の存続を決定。当初は短期観測基地として建設されたため、1976年に基地の建替えを行った。
2005年に2階建てのヒラリー・フィールドセンターが完成し基地面積が1,800平方メートルに大幅拡張した。センター名はニュージーランドの登山家エドモンド・ヒラリーから命名され、開館時にはヒラリーも基地を訪問している。
2007年に基地開館50周年記念式典を挙行。
現在は1996年7月1日に設立された王立行政庁「アンタークティカ ニュージーランド」に運営されている。

## 気候
| スコット基地(1981−2010)の気候 | スコット基地(1981−2010)の気候 | スコット基地(1981−2010)の気候 | スコット基地(1981−2010)の気候 | スコット基地(1981−2010)の気候 | スコット基地(1981−2010)の気候 | スコット基地(1981−2010)の気候 | スコット基地(1981−2010)の気候 | スコット基地(1981−2010)の気候 | スコット基地(1981−2010)の気候 | スコット基地(1981−2010)の気候 | スコット基地(1981−2010)の気候 | スコット基地(1981−2010)の気候 | スコット基地(1981−2010)の気候 |
| 月                            | 1月                           | 2月                           | 3月                           | 4月                           | 5月                           | 6月                           | 7月                           | 8月                           | 9月                           | 10月                          | 11月                          | 12月                          | 年                            |
| ----------------------------- | ----------------------------- | ----------------------------- | ----------------------------- | ----------------------------- | ----------------------------- | ----------------------------- | ----------------------------- | ----------------------------- | ----------------------------- | ----------------------------- | ----------------------------- | ----------------------------- | ----------------------------- |
| 平均最高気温 °C （°F）        | −1.2 (29.8)                   | −8.0 (17.6)                   | −15.9 (3.4)                   | −18.7 (−1.7)                  | −20.0 (−4)                    | −20.1 (−4.2)                  | −22.5 (−8.5)                  | −23.4 (−10.1)                 | −21.3 (−6.3)                  | −15.6 (3.9)                   | −7.2 (19)                     | −1.2 (29.8)                   | −14.6 (5.7)                   |
| 日平均気温 °C （°F）          | −4.5 (23.9)                   | −11.6 (11.1)                  | −20.6 (−5.1)                  | −24.2 (−11.6)                 | −25.7 (−14.3)                 | −26.0 (−14.8)                 | −28.7 (−19.7)                 | −30.0 (−22)                   | −27.6 (−17.7)                 | −20.8 (−5.4)                  | −11.3 (11.7)                  | −4.5 (23.9)                   | −19.6 (−3.3)                  |
| 平均最低気温 °C （°F）        | −7.9 (17.8)                   | −15.3 (4.5)                   | −25.3 (−13.5)                 | −29.7 (−21.5)                 | −31.4 (−24.5)                 | −31.9 (−25.4)                 | −34.9 (−30.8)                 | −36.6 (−33.9)                 | −34.0 (−29.2)                 | −26.0 (−14.8)                 | −15.3 (4.5)                   | −7.9 (17.8)                   | −24.7 (−12.5)                 |
| % 湿度                        | 76                            | 71.1                          | 69                            | 68.8                          | 69.8                          | 69.3                          | 67.3                          | 64.6                          | 66.7                          | 66.2                          | 69.4                          | 74.3                          | 69.5                          |
| 出典：NIWA Climate Data       |                               |                               |                               |                               |                               |                               |                               |                               |                               |                               |                               |                               |                               |

## 基地情報
- 1957年に建設された調査用の小屋1棟2部屋は現在でも使用されている。1960年に格納庫を設置。

- 建物は深緑色の塗装を施された全天候型設計。基地の塗装色はニュージーランドの自然地形をイメージする緑色が採用された。

- 基地内に風力発電所を設置し電力の完全自給自足を目指す。将来は近隣のマクマード基地への電力供給も計画されている。2010年1月に風力発電装置3基が設置され運用を開始した。

- スコット基地には最大85名が滞在可能で夏季には調査研究を行う科学者や技術者が60-65名程度滞在するが、冬季には10-15名程度の滞在となる。

- スコット基地所属の観測所が3箇所設置されたが（バンダ湖観測所(1968年 - 1995年)、ハレット岬観測所(1957年 - 1973年, NZ・US共同利用施設)、バード岬観測小屋(1966年 - )）、バード岬観測小屋以外の2箇所は既に閉鎖されている。バード岬観測小屋は環境保護の観点から調査員の入室制限が課せられ、夏季のみ開所する観測所である。

- 空路での物資・人員輸送はアンタークティカ ニュージーランドより要請を受けたニュージーランド空挺団第40飛行隊（ウェヌアパイ空軍基地所属）が担当する。第40飛行隊にはC-130H輸送機とボーイング757-200s航空機が所属しアメリカ合衆国南極観測プログラムへの支援活動も同時に行っている（アメリカ南極観測プログラムの拠点空港はクライストチャーチ国際空港）。夏季には平均6回の航空輸送が行われ、年間を通して20～60回の人員輸送が行われる。基地内での治療が困難な急病患者は空路でクライストチャーチ病院へ搬送される。船舶での輸送はニュージーランド海軍が担当しクライストチャーチのリトルトン港より出航する。

- 基地内に設置されている掲示板には南極点まで1353キロメートル、クライストチャーチまで3832キロメートル、ケープタウンまで7408キロメートル、ロンドンまで17039キロメートルと表示されている。

- 基地で観測された最高気温は (+)7.5℃（2002年1月）、最低気温は -57℃（1968年8月）、最大風速は196.5km/h（1972年4月）。

## 研究室
- スコット基地には3つの研究室が設置されている。各研究室の概要は以下の通り。
  - ウェット研究室 (Wet Lab)：主に海洋生物学研究と環境保全観測が行われ、研究室内で2部屋に分かれている。海洋生物学研究を行う部屋には海水取水供給設備を持つ水槽が設置されている。
  - サマー研究室 (Summer Lab)：主に静音環境を必要とする研究と持続性観測を必要とする研究が行われる。
  - ハザートン研究室 (Hatherton Lab)：スコット基地の中心研究室であり主に長期観測を必要とする研究が行われる。その他に、短期使用目的の実験室、コンピューター室、電気実験室が設置されている、

研究室の他、宿舎、図書室、休憩室、娯楽室、食堂、売店、スポーツジム、サウナ/浴室、作業所、資材保管庫、駐車場が設置されている。